# Kecamatan Bulang
Kecamatan Bulang är ett distrikt i Indonesien.   Det ligger i provinsen Kepulauan Riau, i den västra delen av landet, 900 km norr om huvudstaden Jakarta. Kecamatan Bulang ligger på ön Pulau Bulan.